# NGC 43
Az NGC 43 egy lentikuláris galaxis az Andromeda (Androméda) csillagképben.

## Felfedezése
Az NGC 43 galaxist John Herschel fedezte fel 1827. november 11-én.

## Tudományos adatok
A galaxis 4875 km/s sebességgel távolodik tőlünk.